# Edipo rey (ópera)
Este artículo se refiere a la ópera de Stravinski. Para la tragedia de Sófocles, véase Edipo rey (Sófocles).
Además, hay otras obras musicales con el mismo tema, incluyendo la ópera homónima compuesta por Henry Purcell, Œdipe de George Enescu, Œdipus Rex de Tom Lehrer, Oedipus der Tyrann de Carl Orff y Œdipus Tex de P. D. Q. Bach. Véase Edipo rey (desambiguación) y Edipo (desambiguación).
Edipo rey (título original en latín, Œdipus Rex) es una ópera-oratorio en dos actos con música de Ígor Stravinski y libreto basado en la tragedia de Sófocles, escrito por Jean Cocteau en francés y traducido por el abbé Jean Daniélou al latín. Se estrenó en el Théâtre Sarah Bernhardt de París el 30 de mayo, de 1927.
El texto dramático en latín se complementa con una narración en el idioma del público. Es una ópera muy breve y, junto a The Rake's Progress, las dos óperas de Stravinski que han pasado a formar parte del repertorio operístico.

## Historia
La intención de Stravinski al abordar esta obra fue escribir un gran trabajo dramático, donde la cuestión del lenguaje adquiera especial relevancia, y de hecho el idioma fue elegido antes del tema. Su deseo fue apelar a una lengua arcaica, distante, y se decidió por el latín ya que, según sus propias palabras, «se trata no de una lengua muerta, sino grabada en piedra, y tan monumental como para ser inmune a todo riesgo de vulgarización».
Para la elección del tema, Stravinski recurrió a la antigua Grecia. Recordó haber quedado muy impresionado en su juventud con el Edipo rey de Sófocles, y decidió elegir esta obra, cuya historia era extremadamente conocida, y por lo tanto le permitiría a la audiencia concentrarse en la dramatización musical.
Contactó a Jean Cocteau, cuya adaptación de Antígona de Sófocles admiraba, y le pidió que escribiera el libreto. Después de varias revisiones, el texto en francés de Cocteau fue traducido al latín por el padre Jean Daniélou, y Stravinski comenzó a componer la música, tarea que concluyó en mayo de 1927, 20 días antes de su estreno.
Debido a la falta de fondos, el estreno fue presentado en forma de concierto sin vestuario ni escenografía, en el Teatro Sarah Bernhardt, entre dos ballets de Diaghilev.
La primera representación como una ópera fue en febrero de 1928 en Berlín bajo la dirección de Klemperer, y su retorno a París como ópera en la Salle Pleyel en mayo de 1928.
Cocteau, siguiendo las indicaciones de Stravinski, creó una acción dramática estática y de contundente rigidez, con lo que cualquier detalle cobra inusitado protagonismo. Sus personajes son comparables a estatuas vivientes, cuya presencia en escena no implica actuación, y solo la figura del narrador adquiere movilidad en la escena.
Las primeras copias publicadas de la partitura incluían un boceto de Cocteau con la puesta en escena sugerida para esta ópera. Un texto adjunto indicaba que los protagonistas debían estar vestidos con trajes que permitan solo el movimiento de los brazos y la cabeza, con sus rostros cubiertos de máscaras. Solo el rostro de los integrantes del coro estaría visible. Edipo debía estar visible todo el tiempo, mientras que Yocasta y Creonte debían ser iluminados solamente durante sus arias, y de esa forma aparecer en escena, en lugar de entrar y salir del escenario. La ceguera de Edipo en el final estaría indicada por un cambio de máscaras.
La idea de incluir un narrador relatando eventos de la tragedia en la lengua de la audiencia fue de Cocteau. Si bien Stravinski nunca ocultó su desagrado por el hecho que alguien relate una historia que, según él, todos conocen, este recurso resultó sumamente efectivo, ya que estando la obra escrita en latín, un lenguaje que no es comprendido por la mayoría de la gente, permite al público el acercamiento al texto en su idioma. Por otra parte, adelantando los acontecimientos desaparecen los elementos de suspense y expectativa, facilitando la concentración en los elementos puramente musicales.
La obra se estructura según las formas clásicas de aria, dúos y escenas corales. El narrador dice al comienzo de la obra que se escuchará una versión de la tragedia de Sófocles «conservando solo cierto aspecto monumental de sus diversas escenas», y el tratamiento que le da Stravinski al tema es efectivamente monumental. En contraste con los frecuentes cambios de ritmo que caracterizan la obra anterior de Stravinski, toda la partitura está impregnada de patrones rítmicos que tienen una pesada regularidad, sugiriendo lo inexorable del destino de Edipo.
Todos los personajes poseen una intensa fuerza dramática. Edipo, protagonista absoluto de permanente presencia en escena, requiere de un tenor de gran prestancia lírica pero con suficiente fuerza para mantener el peso y la tensión de su extenso papel. Su arrogante estilo melódico incluye elaborados adornos en forma de escalas ascendentes y descendentes, que derivan de la ópera barroca. También se destaca el personaje de Yocasta, que requiere de una mezzosoprano o una soprano dramática, y el carácter expresivo del narrador. Es significativo el papel del coro, integrado por tenores y bajos, que emula a los coros tradicionales de la tragedia griega.
Esta ópera rara vez se representa en la actualidad; en las estadísticas de Operabase aparece con solamente 9 representaciones para el período 2005-2010.

## Instrumentación
La partitura está escrita para las voces solistas, un coro masculino (TTBB) y una orquesta de tamaño mediano formada por:
- Viento madera: 3 flautas (la tercera doblando al flautín), 2 oboes, 1 corno inglés, 3 clarinetes (el tercero doblando al clarinete en mi bemol), 2 fagotes, 1 contrafagot.
- Viento metal: 4 trompas, 4 trompetas, 3 trombones, 1 tuba.
- Percusión: timbales, bombo, caja, platillos, pandereta.
- Teclado: piano.
- Cuerda: arpa y una sección de cuerdas con violines I y II, violas, violonchelos y contrabajos (2 violines solistas, viola solista, 4 violonchelos solistas, contrabajo solista).

## Argumento

### Acto I
El Narrador saluda a la audiencia, explicando la naturaleza del drama que van a ver, y la escena: Tebas sufre una plaga, y los ciudadanos se lamentan en alto. Edipo, rey de Tebas y vencedor de la  Esfinge promete salvar la ciudad. Creonte, su cuñado, regresa del Oráculo de Delfos y pronuncia las palabras de los dioses: Tebas está amparando al asesino de Layo, el anterior rey. Es el asesino quien ha atraído la plaga sobre la ciudad. Edipo promete descubrir quién es el asesino y expulsarle. Pregunta a Tiresias, el adivino, quien al principio rechaza hablar. Enfadado por su silencio, Edipo lo acusa de ser el propio asesino. Provocado, Tiresias habla por fin, diciendo que el asesino del rey es un rey. Aterrorizado, Edipo acusa a Tiresias de estar de acuerdo con Creonte, quien cree que ambiciona el trono. Después de una intervención del coro, aparece Yocasta.

### Acto II
Yocasta calma la disputa diciendo que todos los oráculos mienten. Un oráculo predijo que Layo moriría a manos de su hijo, cuando en realidad fue asesinado por bandidos en un cruce de caminos. Esto aterra aún más a Edipo: recuerda haber matado a un anciano en un cruce de caminos antes de venir a Tebas. Llega un mensajero: el rey Pólibo de Corinto, a quien Edipo cree su padre, ha muerto. Sin embargo, ahora se descubre que Pólibo solamente era padre adoptivo de Edipo, que fue, en realidad, un expósito. Llega un anciano pastor: él encontró al niño Edipo en las montañas. Yocasta, comprendiendo la verdad, huye. Al final, el mensajero y el pastor dicen la verdad abiertamente: Edipo es el niño de Layo y Yocasta, asesino de su padre, esposo de su madre. Destrozado, Edipo se marcha. El mensajero narra entonces la muerte de Yocasta: se ha colgado en sus habitaciones. Edipo entró en su habitación y se sacó los ojos con una aguja. Edipo se marcha de Tebas para siempre, al tiempo que el coro primero clama su enfado y luego lamenta la pérdida de su rey bienamado.

## Discografía
Una producción del Saito Kinen Festival Matsumoto en Japón en 1992 narrada en japonés, con Philip Langridge, Jessye Norman, Bryn Terfel y Min Tanaka fue filmada por Julie Taymor para televisión.